# Vikārābād
Vikārābād är en ort i Indien.   Den ligger i distriktet Rangareddi och delstaten Telangana, i den centrala delen av landet, 1 300 km söder om huvudstaden New Delhi. Vikārābād ligger 638 meter över havet och antalet invånare är 43 337.
Terrängen runt Vikārābād är platt, och sluttar västerut. Runt Vikārābād är det ganska tätbefolkat, med 199 invånare per kvadratkilometer. Det finns inga andra samhällen i närheten. Trakten runt Vikārābād består till största delen av jordbruksmark.